# Derek Briggs
Derek Ernest Gilmor Briggs (10 gennaio 1950) è un geologo e paleontologo irlandese.
Ha studiato al Trinity College di Dublino, ottenendo un Ph.D. in geologia nel 1972. In seguito è stato assistente di Harry B. Whittington all'Università di Cambridge, dove si è laureato in paleontologia nel 1976 con la tesi "Arthropods from the Burgess Shale, Middle Cambrian, Canada".   
È docente di geologia e geofisica all'Università di Yale, dove è stato direttore del Peabody Museum of Natural History.  
È particolarmente noto per aver dato una nuova interpretazione, assieme a Harry B. Whittington e Simon Conway Morris, dei fossili del Cambriano medio ritrovati nell'argillite di Burgess in Canada. 

## Riconoscimenti
- 1996 – Membro della Royal Society[1]
- 2000 – Premio Capo D'Orlando
- 2000 – Medaglia Lyell (Geological Society of London)
- 2001 – Medaglia Boyle (Royal Dublin Society)
- 2003 – Membro onorario della Royal Irish Academy
- 2008 – Humboldt Research Award
- 2009 – Bownocker Medal (Ohio State University)
- 2015 – Paleontological Society Medal
- 2019 – Membro della American Academy of Arts and Sciences